# História do alumínio

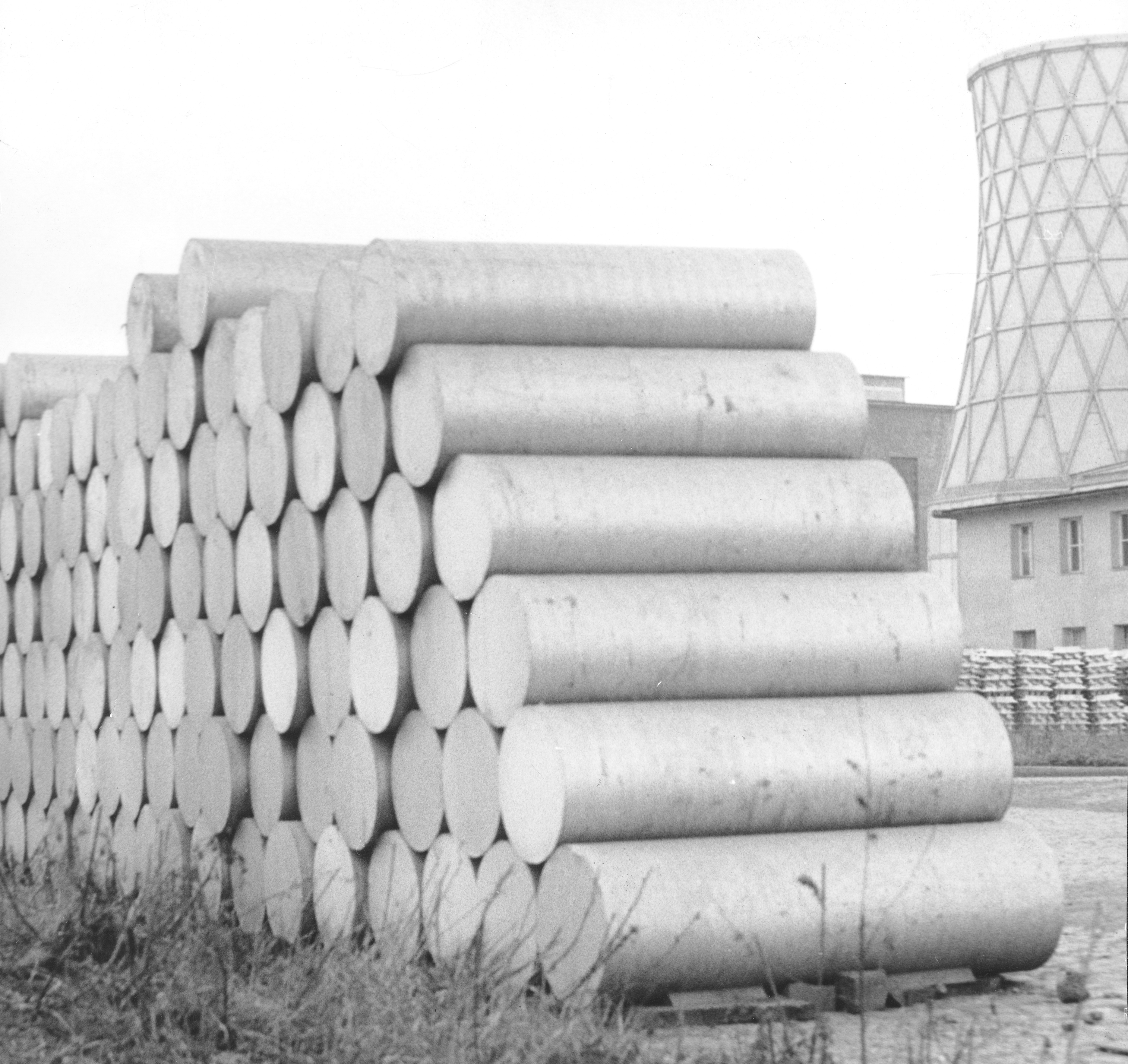
Tarugos de extrusão de alumínio

O metal de alumínio é muito raro na forma nativa, e o processo para refiná-lo a partir de minérios é complexo, portanto, durante a maior parte da história humana, era desconhecido. No entanto, o alume composto é conhecido desde o século V a.C. e foi amplamente utilizado pelos antigos para o tingimento. Durante a Idade Média, seu uso para o tingimento tornou-a uma commodity do comércio internacional. Os cientistas da Renascença acreditavam que o alume era um sal de uma nova terra; durante a Era do Iluminismo, foi estabelecido que essa terra, a alumina, era um óxido de um novo metal. A descoberta deste metal foi anunciada em 1825 pelo físico dinamarquês Hans Christian Ørsted, cujo trabalho foi ampliado pelo químico alemão Friedrich Wöhler.
O alumínio era difícil de refinar e, portanto, incomum no uso real. Logo após sua descoberta, o preço do alumínio excedeu o do ouro. Só foi reduzido após o início da primeira produção industrial pelo químico francês Henri Sainte-Claire Deville em 1856. O alumínio tornou-se muito mais disponível ao público com o processo Hall-Héroult desenvolvido independentemente pelo engenheiro francês Paul Héroult e pelo engenheiro estadunidense Charles Martin Hall, em 1886, e o processo Bayer, desenvolvido pelo químico austríaco Carl Josef Bayer em 1889. Esses processos foram utilizados para a produção de alumínio até o presente.
A introdução destes métodos para a produção em massa de alumínio levou ao uso extensivo do metal resistente à corrosão na indústria e na vida cotidiana. O alumínio começou a ser usado em engenharia e construção. Nas guerras mundiais I e II, o alumínio era um recurso estratégico crucial para a aviação. A produção mundial do metal cresceu de 6.800 toneladas métricas em 1900 para 1.490.000 toneladas métricas em 1950. O alumínio tornou-se o metal não ferroso mais produzido em 1954, superando o cobre.
Na segunda metade do século 20, o alumínio ganhou uso em transporte e embalagem. A produção de alumínio tornou-se uma fonte de preocupação devido ao seu impacto no meio ambiente, e a reciclagem de alumínio ganhou terreno. O metal tornou-se uma commodity de câmbio na década de 1970. A produção começou a mudar dos países desenvolvidos para os países em desenvolvimento; em 2010, a China havia acumulado uma participação especialmente grande na produção e no consumo de alumínio. A produção mundial continuou a subir, atingindo 58,5 milhões de toneladas em 2017. A produção de alumínio excede a de todos os outros metais que não ferrosos combinados.